# كلاوديو مونيوث
كلاوديو مونيوث (بالإسبانية: Claudio Muñoz)‏ (2 ديسمبر 1984 في تشيلي - ) هو مدرب كرة قدم ولاعب كرة قدم تشيلي في مركز الدفاع. شارك مع منتخب تشيلي لكرة القدم. أما مع النوادي، فقد لعب مع نادي أونيفرسيداد كاتوليكا وهواتشيباتو وأتلتيكو ماراكايبو ‏ وProvincial Osorno ‏ ويونيون لا كاليرا وأونيفرسيداد دي كونسيبسيون ‏.

## وصلات خارجية
- كلاوديو مونيوث على موقع قاعدة بيانات كرة القدم.إي يو (الإنجليزية)
- كلاوديو مونيوث على موقع ناشيونال فوتبول تيمز (الإنجليزية)
- كلاوديو مونيوث على موقع Soccerway.com (الإنجليزية)
- كلاوديو مونيوث على موقع عالم كرة القدم.نت (الإنجليزية)
- كلاوديو مونيوث على موقع AS.com (الإسبانية)